# Campeonato mundial B de hockey patines masculino de 1996
El VII Campeonato mundial B de hockey sobre patines masculino se celebró en México en 1996, con la participación de diecisiete Selecciones nacionales masculinas de hockey patines: las tres últimas clasificadas en el Campeonato mundial A de hockey patines masculino de 1995 más otras catorce por libre inscripción. Los partidos se disputaron en varias ciudades del país, siendo la sede principal Veracruz y sede secundaria Xalapa.
Los tres primeros clasificados ascendieron al Campeonato mundial A de hockey patines masculino de 1997.

## Equipos participantes
De las 17 selecciones nacionales participantes del torneo, 5 son de Europa, 5 de América, 3 de Asia, 2 de África y 2 de Oceanía. 
| Andorra        |
| Australia      |
| Austria        |
| Bélgica        |
| Chile          |
| Colombia       |
| Estados Unidos |
| Inglaterra     |
| Israel         |
| Japón          |
| Macao          |
| México         |
| Mozambique     |
| Nueva Zelanda  |
| Países Bajos   |
| Sudáfrica      |
| Uruguay        |

## Primera Fase

### Grupo A
| Equipo       | Pts | PJ | PG | PE | PP | GF | GC | DG  |
| ------------ | --- | -- | -- | -- | -- | -- | -- | --- |
| Países Bajos | 8   | 4  | 4  | 0  | 0  | 30 | 10 | +20 |
| Colombia     | 6   | 4  | 3  | 0  | 1  | 19 | 8  | +11 |
| Mozambique   | 4   | 4  | 2  | 0  | 2  | 16 | 16 | 0   |
| Australia    | 1   | 4  | 0  | 1  | 3  | 10 | 21 | -11 |
| Macao        | 1   | 4  | 0  | 1  | 3  | 14 | 43 | -29 |

|              | Bandera de Portugal | Bandera de Australia | Bandera de Mozambique | Bandera de los Países Bajos | Bandera de Colombia |
| ------------ | ------------------- | -------------------- | --------------------- | --------------------------- | ------------------- |
| Macao        |                     |                      |                       |                             |                     |
| Australia    | 6-6                 |                      |                       |                             |                     |
| Mozambique   | 5-4                 | 5-2                  |                       |                             |                     |
| Países Bajos | 14-2                | 6-1                  | 6-5                   |                             |                     |
| Colombia     | 9-2                 | 4-1                  | 4-1                   | 2-4                         |                     |

### Grupo B
| Equipo         | Pts | PJ | PG | PE | PP | GF | GC | DG  |
| -------------- | --- | -- | -- | -- | -- | -- | -- | --- |
| Estados Unidos | 10  | 5  | 5  | 0  | 0  | 50 | 10 | +40 |
| Chile          | 8   | 5  | 4  | 0  | 1  | 41 | 8  | +33 |
| Austria        | 5   | 5  | 2  | 1  | 2  | 23 | 20 | +3  |
| México         | 5   | 5  | 2  | 1  | 2  | 18 | 17 | +1  |
| Uruguay        | 2   | 5  | 1  | 0  | 4  | 18 | 29 | -11 |
| Israel         | 0   | 5  | 0  | 0  | 5  | 3  | 69 | -66 |

|                | Bandera de Israel | Bandera de Uruguay | Bandera de Austria | Bandera de México | Bandera de Chile | Bandera de Estados Unidos |
| -------------- | ----------------- | ------------------ | ------------------ | ----------------- | ---------------- | ------------------------- |
| Israel         |                   |                    |                    |                   |                  |                           |
| Uruguay        | 11-1              |                    |                    |                   |                  |                           |
| Austria        | 14-1              | 5-2                |                    |                   |                  |                           |
| México         | 10-0              | 3-2                | 1-1                |                   |                  |                           |
| Chile          | 16-1              | 9-1                | 9-1                | 4-1               |                  |                           |
| Estados Unidos | 18-0              | 11-2               | 7-2                | 10-3              | 4-3              |                           |

### Grupo C
| Equipo        | Pts | PJ | PG | PE | PP | GF | GC | DG  |
| ------------- | --- | -- | -- | -- | -- | -- | -- | --- |
| Andorra       | 9   | 5  | 4  | 1  | 0  | 30 | 9  | +21 |
| Nueva Zelanda | 7   | 5  | 3  | 1  | 1  | 17 | 14 | +3  |
| Inglaterra    | 7   | 5  | 2  | 1  | 2  | 17 | 18 | -1  |
| Sudáfrica     | 5   | 5  | 1  | 3  | 1  | 11 | 16 | -5  |
| Bélgica       | 4   | 5  | 2  | 0  | 3  | 29 | 19 | +10 |
| Japón         | 0   | 5  | 0  | 0  | 5  | 11 | 39 | -28 |

|               | Bandera de Inglaterra | Bandera de Japón | Bandera de Bélgica | Bandera de Sudáfrica | Bandera de Andorra | Bandera de Nueva Zelanda |
| ------------- | --------------------- | ---------------- | ------------------ | -------------------- | ------------------ | ------------------------ |
| Inglaterra    |                       |                  |                    |                      |                    |                          |
| Japón         | 3-6                   |                  |                    |                      |                    |                          |
| Bélgica       | 1-4                   | 5-3              |                    |                      |                    |                          |
| Sudáfrica     | 2-2                   | 4-3              | 1-7                |                      |                    |                          |
| Andorra       | 6-2                   | 12-1             | 6-2                | 2-2                  |                    |                          |
| Nueva Zelanda | 6-3                   | 2-1              | 5-4                | 2-2                  | 2-4                |                          |

## Segunda Fase
Los primeros y segundos de cada grupo de la primera fase se clasificaron para los cuartos de final. Les acompañaron los dos mejores terceros; para determinar cuáles eran, y compensar la diferente cantidad de equipos en cada grupo, se descartaron el resultado del partido con el sexto de cada grupo (Mozambique 4 ptos, Inglaterra 3 ptos y diferencia de goles (-4), Austria 3 ptos y (-10)). 
El resto de equipos se repartieron en dos grupos.

### Grupo 9-17 A
| Equipo  | Pts | PJ | PG | PE | PP | GF | GC | DG  |
| ------- | --- | -- | -- | -- | -- | -- | -- | --- |
| Bélgica | 6   | 3  | 3  | 0  | 0  | 33 | 14 | +19 |
| Macao   | 3   | 3  | 1  | 1  | 1  | 16 | 25 | -9  |
| Japón   | 2   | 3  | 1  | 0  | 2  | 22 | 24 | -2  |
| México  | 1   | 3  | 0  | 1  | 2  | 16 | 24 | -8  |

|         | Bandera de Japón | Bandera de México | Bandera de Portugal | Bandera de Bélgica |
| ------- | ---------------- | ----------------- | ------------------- | ------------------ |
| Japón   |                  |                   |                     |                    |
| México  | 4-11             |                   |                     |                    |
| Macao   | 8-7              | 5-5               |                     |                    |
| Bélgica | 12-4             | 8-7               | 13-3                |                    |

### Grupo 9-17 B
| Equipo    | Pts | PJ | PG | PE | PP | GF | GC | DG  |
| --------- | --- | -- | -- | -- | -- | -- | -- | --- |
| Austria   | 7   | 4  | 3  | 1  | 0  | 18 | 5  | +13 |
| Sudáfrica | 5   | 4  | 2  | 1  | 1  | 12 | 6  | +6  |
| Uruguay   | 4   | 4  | 1  | 2  | 1  | 21 | 10 | +11 |
| Australia | 4   | 4  | 1  | 2  | 1  | 21 | 12 | +9  |
| Israel    | 0   | 4  | 0  | 0  | 4  | 3  | 42 | -49 |

|           | Bandera de Uruguay | Bandera de Israel | Bandera de Australia | Bandera de Austria | Bandera de Sudáfrica |
| --------- | ------------------ | ----------------- | -------------------- | ------------------ | -------------------- |
| Uruguay   |                    |                   |                      |                    |                      |
| Israel    | 0-14               |                   |                      |                    |                      |
| Australia | 4-4                | 12-0              |                      |                    |                      |
| Austria   | 3-0                | 11-1              | 4-4                  |                    |                      |
| Sudáfrica | 3-3                | 5-2               | 4-1                  | V-D                |                      |

## Fase Final
| Posición  | Partido   | Partido | Partido   | Resultado |
| --------- | --------- | ------- | --------- | --------- |
| 15º - 16º | México    | -       | Australia | 7-6       |
| 13º - 14º | Japón     | -       | Uruguay   | 6-4       |
| 11º - 12º | Sudáfrica | -       | Macao     | 4-3       |
| 9º - 10º  | Bélgica   | -       | Austria   | 2-1       |

|  | Cuartos de final | Cuartos de final |                |         | Semifinales            | Semifinales            |  |  | Final | Final |
|  |                  |                  |                |         |                        |                        |  |  |       |       |
|  |                  |                  |                |         |                        |                        |  |  |       |       |
|  |                  |                  |                |         |                        |                        |  |  |       |       |
|  | Estados Unidos   | 10               |                |         |                        |                        |  |  |       |       |
|  | Estados Unidos   | 10               |                |         |                        |                        |  |  |       |       |
|  | Mozambique       | 1                |                |         |                        |                        |  |  |       |       |
|  | Mozambique       | 1                | Estados Unidos | 5       |                        |                        |  |  |       |       |
|  |                  |                  | Estados Unidos | 5       |                        |                        |  |  |       |       |
|  |                  | Andorra          | 3              |         |                        |                        |  |  |       |       |
|  | Andorra          | Andorra          | 3              | 7       |                        |                        |  |  |       |       |
|  | Andorra          |                  |                | 7       |                        |                        |  |  |       |       |
|  | Nueva Zelanda    | 5                |                |         |                        |                        |  |  |       |       |
|  | Nueva Zelanda    | 5                | Estados Unidos | 4       |                        |                        |  |  |       |       |
|  |                  |                  | Estados Unidos | 4       |                        |                        |  |  |       |       |
|  |                  | Países Bajos     | 1              |         |                        |                        |  |  |       |       |
|  | Países Bajos     | Países Bajos     | 1              | 1       |                        |                        |  |  |       |       |
|  | Países Bajos     |                  |                | 1       |                        |                        |  |  |       |       |
|  | Inglaterra       | 0                |                |         |                        |                        |  |  |       |       |
|  | Inglaterra       | 0                | Países Bajos   | 3       | Tercer y cuarto puesto | Tercer y cuarto puesto |  |  |       |       |
|  |                  |                  | Países Bajos   | 3       | Tercer y cuarto puesto | Tercer y cuarto puesto |  |  |       |       |
|  |                  | Colombia         | 0              |         |                        |                        |  |  |       |       |
|  | Chile            | Colombia         | 0              | 1       | Colombia               | 5                      |  |  |       |       |
|  | Chile            |                  |                | 1       | Colombia               | 5                      |  |  |       |       |
|  | Colombia         | 2                |                | Andorra | 1                      |                        |  |  |       |       |
|  | Colombia         | 2                |                |         | 1                      |                        |  |  |       |       |
|  |                  |                  |                |         |                        |                        |  |  |       |       |
|  |                  |                  |                |         |                        |                        |  |  |       |       |

|  | Eliminatoria del 5º al 8º | Eliminatoria del 5º al 8º |   |               | 5º y 6º    | 5º y 6º |  |
|  |                           |                           |   |               |            |         |  |
|  |                           |                           |   |               |            |         |  |
|  |                           |                           |   |               |            |         |  |
|  | Mozambique                | 4                         |   |               |            |         |  |
|  | Nueva Zelanda             | 2                         |   |               |            |         |  |
|  |                           |                           |   |               |            |         |  |
|  |                           |                           |   |               |            |         |  |
|  |                           |                           |   |               | Mozambique | 1       |  |
|  |                           | Chile                     | 3 |               |            |         |  |
|  |                           |                           |   |               |            |         |  |
|  |                           |                           |   |               |            |         |  |
|  |                           |                           |   |               | 7º y 8º    |         |  |
|  |                           |                           |   |               |            |         |  |
|  | Inglaterra                | 0                         |   | Nueva Zelanda | 1          |         |  |
|  | Chile                     | 1                         |   |               | Inglaterra | 3       |  |

## Clasificación final
| 1. Estados Unidos |
| 2. Países Bajos   |
| 3. Colombia       |
| 4. Andorra        |
| 5. Chile          |
| 6. Mozambique     |
| 7. Inglaterra     |
| 8. Nueva Zelanda  |
| 9. Bélgica        |
| 10. Austria       |
| 11. Sudáfrica     |
| 12. Macao         |
| 13. Japón         |
| 14. Uruguay       |
| 15. México        |
| 16. Australia     |
| 17. Israel        |